# Držková
Držková (en allemand : Derschkowa, précédemment : Drschkowa) est une commune du district et de la région de Zlín, en République tchèque. Sa population s'élevait à 354 habitants en 2020.

## Géographie
Držková se trouve à 14 km au nord-est de Zlín, à 87 km à l'est-nord-est de Brno et à 256 km au sud-est de Prague.
La commune est limitée par Chvalčov et Rajnochovice au nord, par Hošťálková à l'est, par Podkopná Lhota et Kašava au sud, et par Vlčková et Rusava à l'ouest.

## Histoire
La première mention écrite du village date de 1391.

## Transports
Par la route, Držková trouve à 9 km de Valašské Klobouky, à 18 km de Zlín, à 103 km de Brno et à 309 km de Prague.